# Kto się boi króliczka?
Kto się boi króliczka? (ang. Do You Know the Muffin Man?) – amerykański dramat obyczajowy z 1989 roku w reżyserii Gilberta Catesa. Wyprodukowany przez CBS Productions i Direct Source Label.
Premiera filmu miała miejsce 22 października 1989 roku w Stanach Zjednoczonych.

## Opis fabuły
Prowadzący przedszkole „Tiny-Tot” Mavis (Georgann Johnson) i Arthur Richardsonowie zostają oskarżeni o seksualne wykorzystywanie dzieci. Rodzice mąłego Josha wykryli u syna chorobę weneryczną. Ze względu na wiek świadków trudno jest o materiał dowodowy. Pięcioletni Teddy (Brian Bonsall), najmłodszy syn Rogera (John Shea) i Kendry (Pam Dawber) Dollisonów, jest świadkiem, ku rozpaczy rodziców, którzy podejrzewają, że ich syn został zgwałcony.

## Obsada
- Pam Dawber jako Kendra Dollison
- John Shea jako Roger Dollison
- Stephen Dorff jako Sandy Dollison
- Brian Bonsall jako Teddy Dollison
- Matthew Laurance jako Marvin Bernstein
- Anthony Geary jako Stephen Pugliotti
- Georgann Johnson jako Mavis Richardson
- Graham Jarvis jako sędzia Allen

i inni